# Sea Dragon (vettore)
Il Sea Dragon era un razzo vettore statunitense progettato nel 1962 da Robert Truax di Aerojet. Si trattava di un razzo a due stadi parzialmente riutilizzabile, che doveva essere costruito in un cantiere navale e successivamente portato in mare aperto per il lancio. Il razzo non fu realizzato e rimase allo stato di progetto. 

## Descrizione del vettore
Il Sea Dragon doveva avere un'altezza di 150 metri e un diametro di 23 metri e avrebbe potuto lanciare in orbita bassa un carico utile di 550 tonnellate; sarebbe stato più grande e più potente del Saturn V. Il motore del primo stadio avrebbe avuto una camera di combustione alimentata a pressione mediante azoto liquido e avrebbe usato come propellenti il cherosene e l'ossigeno liquido; il secondo stadio avrebbe invece usato come propellenti l'idrogeno liquido e l'ossigeno liquido. Dopo la costruzione, il razzo sarebbe stato rifornito a terra di cherosene e alla base del primo stadio sarebbero state montate grandi casse di zavorra. Terminate queste operazioni, il vettore sarebbe stato rimorchiato in mare fino al punto di lancio, dove sarebbe stato rifornito di idrogeno e ossigeno liquido (ricavati a partire dall'acqua marina per elettrolisi); a questo punto le casse di zavorra sarebbero state riempite d'acqua e il razzo si sarebbe raddrizzato in posizione verticale per procedere al lancio. Prima della partenza, i due stadi del razzo sarebbero stati immersi in acqua, mentre la capsula sarebbe rimasta sopra il livello del mare, in modo da facilitare le operazioni di carico. Dopo il lancio, il primo stadio si sarebbe staccato dopo avere bruciato il propellente e durante la caduta si sarebbe aperto un paracadute per rendere possibile il recupero, mentre il secondo stadio sarebbe entrato in orbita con la capsula.
A seguito dei tagli al bilancio della NASA avvenuti all'inizio degli anni settanta, l'agenzia statunitense perse l'interesse per i grandi progetti spaziali e il Sea Dragon venne accantonato.